# مگومی هان
مگومی هان (انگلیسی: Megumi Han; ۳ ژوئن ۱۹۸۹ – ) خواننده، صداپیشه، و بازیگر اهل ژاپن بود.